# Исхаков, Рустем Эдуардович
Рустем Эдуардович Исхаков (род. 14 апреля 1962) — советский юрист, российский предприниматель и политик, член Совета Федерации (2001—2005).

## Биография
Окончил юридический факультет Казанского университета. В 1985—1989 годах работал юрисконсультом в Министерстве бытового обслуживания Татарской АССР. С 1989 по 1991 год — управляющий делами Татарского республиканского комитета КПСС. С 1991 — председатель совета директоров АО «Селена», авиакомпании «Аэростан», коммерческого банка ЮСИБИ. С 21 декабря 2001 года — член Совета Федерации, представитель исполнительного органа государственной власти.
Впервые получил определённую известность после захвата 3 августа 1995 года самолёта Ил-76, принадлежащего компании «Аэростан», афганскими талибами. До прихода Исхакова в Совет Федерации МВД Татарстана заводило против него уголовное дело, но впоследствии его закрыло, хотя расследование деятельности одной из его компаний продолжалось и позднее.
Постановлением Совета Федерации № 465-СФ от 27 ноября 2002 года полномочия Исхакова прекращены с 23 ноября 2002 года в связи с истечением срока полномочий президента Республики Калмыкия и в этот же день постановлением Совета Федерации № 466-СФ подтверждены полномочия Исхакова как члена Совета Федерации — представителя Правительства Калмыкии.
23 ноября 2005 года полномочия Исхакова прекращены постановлением Совета Федерации № 360-СФ и на его место утверждён М. М. Капура.